# Nio (Rapper)
Nio (* 1998 oder 1999; bürgerlich Nico Witter) ist ein deutscher Rapper und Songwriter.

## Leben
Nico Witter kam 1998 oder 1999 als jüngerer Bruder des Rappers Vega zur Welt.
2017 veröffentlichte er mit W.D.F.D.F. als Nio sein Debütalbum. Im Jahr 2019 erschien das Album Passt so als erste seiner Veröffentlichungen auf dem Label Freunde von Niemand. Im selben Jahr folgte das Kollaboalbum Plem Plem mit Kavo.
Das vierte Album Visionen brachte er 2020 heraus. Auf MZEE.com heißt es, Nio müsse sich raptechnisch nicht verstecken. Jede Silbe liege passgenau im Takt, ohne dass der Flow eintönig wird. Zu kritisieren sind laut der Rezension nur einige abgedroschenen Floskeln und Straßenrapinhalte sowie hin und wieder auftauchende Zweckreime. Daran merke man, dass Nio sich noch in einer Findungsphase befinde.
Neben seiner eigenen Musik wirkte Witter unter anderem an Titeln von Pietro Lombardi, Montez und Badmómzjay mit.

## Diskografie

### Studioalben
- 2017: W.D.F.D.F.
- 2019: Passt so (Freunde von Niemand)
- 2019: Plem Plem (mit Kavo; Freunde von Niemand)
- 2020: Visionen (Freunde von Niemand)
- 2024: Modus Nio (Warner Music Germany)

### EPs
- 2020: Parkplatzmusik, Vol. 4 (Freunde von Niemand)

### Singles
- 2020: Hunger (mit Kavo; Freunde von Niemand)
- 2020: Luft und Liebe (Freunde von Niemand)
- 2020: D.N.A. (Freunde von Niemand)
- 2020: Tennessee (Freunde von Niemand)
- 2020: Pressure (mit Leon Cobb; Freunde von Niemand)
- 2021: Was wäre (mit Masu; Starterdeak/Wolfpack Entertainment)
- 2021: Modus Nio (Freunde von Niemand)
- 2021: Bleib in Bewegung (mit Bosca & Joskee; Groove Attack)
- 2022: Italy Bars (Freunde von Niemand)
- 2023: Deine Nummer (mit Zate & Rewindbeats; Team 7,7)
- 2023: Visionen (feat. Vega; Warner Music)
- 2023: Für immer Zuhaus’ (feat. Montez; #12 der deutschen Single-Trend-Charts am 21. Juli 2023[3])

### Autorenbeteiligungen
Nio als Autor in den Charts
| Jahr | Titel Interpretation                                                             | Höchstplatzierung, Gesamtwochen, AuszeichnungChartplatzierungen (Jahr, Titel, Interpretation, Platzierungen, Wochen, Auszeichnungen, Anmerkungen) | Höchstplatzierung, Gesamtwochen, AuszeichnungChartplatzierungen (Jahr, Titel, Interpretation, Platzierungen, Wochen, Auszeichnungen, Anmerkungen) | Höchstplatzierung, Gesamtwochen, AuszeichnungChartplatzierungen (Jahr, Titel, Interpretation, Platzierungen, Wochen, Auszeichnungen, Anmerkungen) | Anmerkungen                                                |
| Jahr | Titel Interpretation                                                             | DE | AT | CH | Anmerkungen                                                |
| ---- | -------------------------------------------------------------------------------- | --- | --- | --- | ---------------------------------------------------------- |
| 2022 | Vorbei Pietro Lombardi                                                           | DE4 (5 Wo.)DE | AT25 (2 Wo.)AT | CH37 (1 Wo.)CH | Erstveröffentlichung: 28. Januar 2022                      |
| 2022 | Gehen oder bleiben Montez                                                        | DE43 (1 Wo.)DE | — | — | Erstveröffentlichung: 17. März 2022                        |
| 2022 | Ich lass dich nicht los Pietro Lombardi                                          | DE20 (3 Wo.)DE | AT58 (1 Wo.)AT | CH97 (1 Wo.)CH | Erstveröffentlichung: 18. März 2022                        |
| 2022 | Niemals ohne Dich Montez                                                         | DE60 (1 Wo.)DE | — | — | Erstveröffentlichung: 31. März 2022                        |
| 2022 | You’re My Heart, You’re My Soul Katja Krasavice, Dieter Bohlen & Pietro Lombardi | DE2 (2 Wo.)DE | AT43 (1 Wo.)AT | — | Erstveröffentlichung: 6. Mai 2022 Original: Modern Talking |
| 2022 | Wenn ich du wäre Montez                                                          | DE33 (3 Wo.)DE | — | — | Erstveröffentlichung: 23. Juni 2022                        |
| 2022 | Keine Antwort Montez                                                             | DE47 (2 Wo.)DE | — | — | Erstveröffentlichung: 11. August 2022                      |
| 2022 | Starlight Express Montez                                                         | DE49 (1 Wo.)DE | — | — | Erstveröffentlichung: 8. September 2022                    |
| 2023 | Spät nach Haus The Cratez, Sido, Kontra K & Montez                               | DE11 (8 Wo.)DE | AT21 (3 Wo.)AT | CH27 (3 Wo.)CH | Erstveröffentlichung: 6. Januar 2023                       |
| 2023 | Ich vermisse dich Pietro Lombardi                                                | DE71 (1 Wo.)DE | — | — | Erstveröffentlichung: 24. Februar 2023                     |
| 2023 | Mh Mh Badmómzjay & Juju                                                          | DE30 (2 Wo.)DE | — | — | Erstveröffentlichung: 20. Juli 2023                        |
| 2023 | Herzfeind Montez                                                                 | DE69 (1 Wo.)DE | — | — | Erstveröffentlichung: 17. August 2023                      |